# Dvärghare
Som dvärghare eller dvärgkanin betecknas även olika former av tamkanin. Se bland annat dvärghare (ras)!
Dvärghare eller dvärgkanin (Brachylagus idahoensis) är en art i familjen harar och kaniner (Leporidae). Den är nära släkt med bomullssvanskaninerna och listas ibland i samma släkte (Sylvilagus). I Mammal Species of the World listas dvärghare däremot som enda art i släktet Brachylagus.
Arten förekommer i nordvästra USA i delstaterna Washington, Idaho, Wyoming, Oregon, Utah, Nevada och i norra Kalifornien.
Pälsen är på ovansidan gulbrun till ljust gråbrun och på buken vitaktig. Djurets bakben är jämförelsevis korta. Kroppens längd (huvud och bål) är mellan 22 och 28 centimeter och vikten mellan 250 och 450 gram. Detta gör dvärghararna till de minsta medlemmarna i familjen harar. Svansen är bara 1,5 till 2,0 cm lång och den har en ljusbrun undersida, i motsats till bomullssvanskaninernas vita undersida. Dvärgharen har även avvikande detaljer av skallens konstruktion som skiljer den från Sylvilagus.
Dvärgharen föredrar områden som är rika på salviabusken (Artemisia spp.), vilken är deras huvudföda. De bygger system av underjordiska gångar, vilka ligger upp till en meter under markytan och vanligtvis har fyra till fem utgångar. De skapar även stigar som underlättar det för dem att ta sig fram. Dvärgharar är aktiva vid skymningen och under natten och stannar i närheten av sina bon. Födan kompletteras med gräs.
Honan får oftast tre kullar per år med fyra till åtta ungar i varje kull. Dräktighetstiden uppskattas med cirka fyra veckor, liksom arter i släktet Sylvilagus.
Hotet för dvärgharar består i omvandlingen av deras habitat till ängar. I några delstater är jakt på arten tillåten och i andra delstater förbjuden. I de senare dödas ibland en individ av misstag när den förväxlas med en bomullssvanskanin.